# David Axelrod (consultor)
David M. Axelrod (Lower East Side, Nueva York; 22 de febrero de 1955) es un consultor político estadounidense cuya base está en Chicago, Illinois. Es conocido por haber sido de los principales consultores políticos del expresidente de los Estados Unidos de América, Barack Obama, primero en la elección del 2004 para el Senado de los Estados Unidos por el estado de Illinois y más tarde como estratega en jefe de la Campaña presidencial de Barack Obama de 2008. Después de las elecciones presidenciales del 2008, Axelrod fue nombrado como Consejero Superior (Senior Advisor) de Obama. Axelrod dejó su posición en la Casa Blanca a inicios del 2011 para regresar a Chicago.
Axelrod es el fundador de AKP&D Message and Media, fue escritor político para el Chicago Tribune y manejó ASK Public Strategies, ahora llamado ASGK Public Strategies. Es también partidario del Comisionado del Condado de Cook (Illinois), Forrest Claypool, quien ayudó a Axelrod a comenzar su firma bajo el nombre de Axelrod and Associates (Axelrod y Asociados).

## Biografía
Axelrod creció en Stuyvesant Town en el Lower East Side de Manhattan, en una familia de clase media judío-americana. Atendió a la Escuela Pública 40. El padre de Axelrod era psicólogo y un ávido fan del baseball.  Su madre trabajó como periodista en el periódico PM, una publicación de la década de los 40s de izquierda. Los padres de Axelrod se separaron cuando él tenía 8 años. Axelrod indica el inicio de su involucramiento político desde su infancia. Describiendo el llamado de la política, dijo al Los Angeles Times, “Me involucré en la política porque creo en el idealismo. Sólo para ser parte de este esfuerzo que parece estar reviviendo el tipo de idealismo que conocí cuando era niño, es una cosa grandiosa para hacer. Así que me encuentro a mí mismo siendo muy emocional al respecto.”  A los 13 años, estaba vendiendo botones de campaña para Robert F. Kennedy. Después de graduarse de la Stuyvesant High School en 1972, Axelrod asistió a la Universidad de Chicago, donde se graduó en Ciencia Política. Como estudiante universitario, Axelrod escribió para el Hyde Park Herald, cubriendo la sección de política, y tomó un internado en el Chicago Tribune. Su padre se suicidó cerca de la fecha de su graduación en 1977.
Mientras estudiaba en la Universidad de Chicago conoció a su futura esposa, la entonces estudiante de negocios, Susan Landau. Se casaron en 1979. En junio de 1981, Susan tuvo a su primera hija, Lauren, quien fue diagnosticada con epilepsia a los siete meses de nacida.

## Carrera
El Tribune contrató a Axelrod cuando se graduó de la Universidad. A los 27 años se convirtió en el Jefe de Buró del Ayuntamiento y en columnista político para el periódico. Trabajó ahí durante ocho años, cubriendo política nacional, estatal y local, y se convirtió en el escritor político más joven en 1981. Descontento con sus prospectos en el Tribune, en 1984 se unió a la campaña del senador Paul Simon como director de comunicaciones; en semanas fue promovido a co-mánager de campaña.
En 1985, Axelrod formó una compañía de consultoría política, Axelrod & Associates. En 1987 trabajó en la exitosa campaña de reelección de Harold Washington, el primer alcalde afroamericano de Chicago, mientras que también ayudaba a encabezar la campaña de Simon para la nominación presidencial demócrata de 1988. Esto estableció su primera experiencia trabajando con políticos afroamericanos para después convertirse en un jugador clave en campañas similares, incluyendo la de Dennis Archer en Detroit, Michael R. White en Cleveland, Anthony A. Williams en Washington D. C., Lee P. Brown en Houston y John F. Street en Filadelfia. Axelrod ha sido estratega del exalcalde de Chicago, Richard M. Daley, por largo tiempo. y se considera un “especialista en política urbana”. The Economist nota que también se especializa en “presentar candidatos de color para votantes blancos”.
En enero de 1990, Axelrod fue contratado para ser el consultor de media de la un poco menos que oficial campaña del Gobernador de Oregón, Neil Goldschmidt.  Sin embargo, Goldschmidt anunció en febrero que no buscaría la reelección.
En el 2002, Axelrod fue reservado por el Partido Liberal de Ontario para ayudar a Dalton McGuinty y su partido a ser electos en gobierno en la elección de octubre de 2003. El efecto de Axelrod en Ontario fue escuchado a través del atractivo del triunfante Partido Liberal hacia las “familias trabajadoras” y poniendo énfasis en contrastes de políticas positivos, como cancelar las pausas a los impuestos corporativos para dar fondos a la educación y salud.
En el 2004, Axelrod trabajó para John Edwards en su campaña presidencial. Durante la campaña, perdió la responsabilidad de crear publicidad, pero continuó como el portavoz de campaña. Acerca de la fallida campaña presidencial de Edwards, Axelrod comentó, “Tengo mucho respeto por John, pero en cierto puendo el candidato tiene que cerrar el trato y — no puedo decirte por qué — eso nunca pasó con John.”
En 2006, Axelrod consultó para varias campañas, incluyendo las exitosas de Eliot Spitzer en la elección gubernamental de Nueva York y la de Deval Patrick en la elección gubernamental de Massachusetts. Axelrod también fue consejero político en jefe para el presidente del Comité de Campaña al Congreso Demócrata, el miembro del Congreso Rahm Emanuel, para las elecciones de la Cámara de Representantes de los Estados Unidos del 2006, en la cual los Demócratas ganaron 31 puestos.
Hasta recientemente, Axelrod también trabajo como Profesor Adjunto de Ciencias de la comunicación en la Universidad Northwestern, donde, junto con el profesor Peter Miller, enseñó la clase de Estrategia de Campaña, que analizaba campañas políticas, estrategias usadas en ellas y la efectividad de esas estrategias.
El 14 de junio de 2009, Axelrod recibió el título honorario “Doctor of Humane Letters” de la Universidad DePaul, hablando en los ejercicios de comienzo del Colegio de Comunicación y el Colegio de Media Digital.

## Campaña presidencial de Barack Obama
Las relaciones de Axelrod con Obama son de hace más de una década. Axelrod conoció a Obama en 1992 cuando éste impresionó a Betty Lou Saltzmann, una mujer del grupo “lakefront liberal crowd” de Chicago durante un registro de voto afroamericano donde ella presentó a los dos. Obama también consultó con Axelrod antes de que pronunciara su famoso discurso en contra de la guerra en el 2002  y le pidió que leyera borradores de su libro “The Audacity of Hope”.
Axelrod ejerció como jefe de estrategia y asesor de media para la campaña presidencia de Obama en el 2008. Contempló tomarse un descanso de la campaña, pues cinco de los candidatos — Barack Obama, Hillary Rodham Clinton, John Edwards, Christopher Dodd, y Tom Vilsack — habían sido clientes suyos. Lazos personales entre Axelrod y Hillary Clinton también complicaban el trabajo, pues ella había realizado trabajo significativo en favor de la epilepsia en una organización cofundada por la esposa de Axelrod y su madre, Ciudadanos Unidos para la Investigación sobre Epilepsia (CURE, por sus siglas en inglés) (la hija de Axelrod sufre de discapacidad asociada con ataques crónicos de epilepsia. La esposa de Axelrod, Susan Landau, incluso dijo en una conferencia en 1999, Clinton declaró que encontrar una cura para dicha enfermedad era “una de las cosas más importantes que alguien haya hecho para la epilepsia”.
Finalmente, Axelrod decidió participar en la campaña de Obama. Como le dijo a The Washington Post, “pensé que si podía ayudar a Barack Obama a llegar a Washington, entonces habría logrado algo grandioso en mi vida”.
Axelrod contribuyó al anuncio inicial de la campaña de Obama creando un video para internet de cinco minutos dado a conocer el 16 de enero de 2007. Continuó usando el estilo de videos biográficos “hombre en la calle” para crear intimidad y autenticidad en los anuncios políticos.

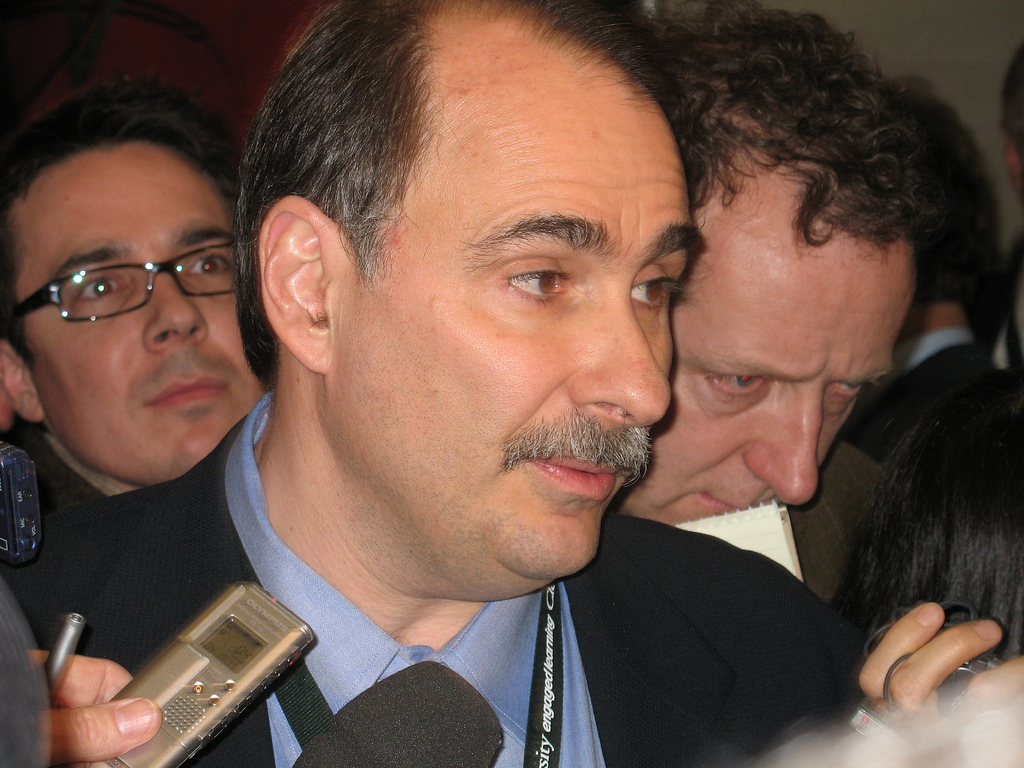
Axelrod hablando con reporteros en el spin room después de los debates presidenciales demócratas en Cleveland en febrero de 2008

Mientras que la campaña de Clinton eligió una estrategia que enfatizaba la experiencia, Axelrod ayudó a crear la campaña de Obama alrededor del tema principal de “cambio”. Axelrod criticó la posición de la campaña de Clinton diciendo que “ser el privilegiado consumado de Washington no es dónde quieres estar dentro de un año cuando la gente quiere un cambio… el posicionamiento de la estrategia inicial [de Clinton] estaba mal y en cierta manera nos dio una ventaja injusta.” El mensaje de cambio jugó un factor muy importante en la victoria de Obama en las Asambleas Demócratas de Iowa en el 2008 durante las Asambleas de Iowa. “Un poco más de la mitad de los asistentes demócratas de las Asambleas de Iowa dijeron que el cambio era el factor número 1 que buscaban en un candidato, y 51 por ciento de esos votantes eligieron a Barack Obama” dijo el analista político de la CNN, Bill Schneider. “Esto se compara a sólo el 19 por ciento de ‘cambio’ de los asistentes a la asamblea que prefirieron a Clinton”. Axelrod también creía que la campaña de Clinton subestimó la importancia de los estados con Asambleas. “Por todo el talento y el dinero que tienen por allá,” dijo Axelrod, “ellos — de manera desconcertante — parecen tener muy poca comprensión acerca de las Asambleas y que tan importantes serían." En la elección primaria del 2008, Obama ganó una mayoría en los estados que usan el formato de Asambleas (caucus, en inglés).
A Axelrod se le acreditó con la implementación de una estrategia que estimula la participación de la gente, una lección tomada en parte de Howard Dean y su campaña presidencial en el 2004, así como una meta personal de Barack Obama. Axelrod le explicó a Rolling Stone, “Cuando comenzamos esta carrera, Barack nos dijo que quería que la campaña fuera un vehículo para involucrar a la gente y darles participación en el tipo de organización en la que él creía. De acuerdo con Axelrod tener a voluntarios involucrados se convirtió en el legado de la campaña”. Esto incluía el dibujar con tecnología "Web 2.0"  y media vial para apoyar la estrategia de base (involucramiento de personas). La plataforma web de Obama permitía a sus voluntarios bloggear, crear sus páginas personales e incluso hacer llamadas a los votantes desde sus casas. El uso elaborado de internet de Axelrod ayudó a Obama a organizar a los votantes menores de 30 años y obtener cerca de 475,000 donantes en el 2007, la mayoría de los cuales fueron a través de internet y contribuyeron con menos de $100 USD cada uno. La estrategia de Obama marcó un contraste con la de Hilary Clinton, que se beneficiaba del reconocimiento de nombres célebres, grandes donadores y un fuerte apoyo entre los líderes demócratas ya establecidos.
Político describió a Axelrod como de trato amable y palabras suaves y citó a un voluntario de Obama como diciendo, “¿Sabes que tanta suerte tenemos de que él es nuestro Mark Penn?” El consultor demócrata y excolega Dan Fee dijo de Axelrod, “Él es una presencia calmante.” “Él no es de los que gritan, como algunos de esos tipos,” dijo el consejero político Bill Daley de Axelrod en el Chicago Tribune. “Tiene un buen sentido del humor, así que le es posible calmar las cosas.”

## Consejero Superior (Senior Advisor) del Presidente
El 20 de noviembre de 2008, Obama nombró a Axelrod como Consejero Superior de su administración. Su puesto incluía crear política y comunicar el mensaje del presidente en coordinación con el presidente Obama, la Administración, los escritores de discursos, y el equipo completo de comunicación de la Casa Blanca. 
El 15 de abril de 2009, Jim Messina y Jon Selib, jefe de personal del presidente del Comité de Finanzas del Senado Max Baucus, convinieron en una junta en la oficina central del Comité de Campaña Senatorial Demócrata (DSCC) con líderes de grupos de labor organizada y asistencia sanitaria, incluyendo a PhRMA. En la junta, los grupos decidieron formar dos entidades sin fin de lucro para promover esfuerzos de reforma, Healthy Economy Now y Americans for Stable Quality Care, que serían fundados casi totalmente por PhRMA. Los dos grupos gastaron $24mdd en sus campañas publicitarias; el contrato para producir y posicionar la publicidad fue a AKPD, la ex-firma del Consejero Superior de la Casa Blanca, David Axelrod, que le debía al mismo $2mdd.
David Axelrod dejó su puesto de Consejero Superior de la Casa Blanca el 28 de enero de 2011. En 2012 volvió a trabajar para la campaña de reelección de Obama.
Actualmente trabaja en el Institute of Politics at the University of Chicago. En 2015 publicó sus memorias, tituladas "Believer. My forty years in politics", donde cuenta su experiencia en política y, especialmente, con el presidente Obama.